# 科镇
科镇（法語：Caux，法語發音：[ko]）是法国埃罗省的一个市镇，位于该省中部偏南，属于贝济耶区。

## 地理
科镇（43°30'26"N, 3°22'8"E）面积24.84 平方千米，位于法国奧克西塔尼大區埃罗省，该省份为法国南部沿海省份，南濒地中海，西南接奥德省，西北接塔恩省和阿韦龙省，东北与加尔省接壤。
与科镇接壤的市镇（或旧市镇、城区）包括：阿利尼昂迪旺、丰泰斯、内菲耶斯、尼扎斯、佩兹纳斯、鲁让。

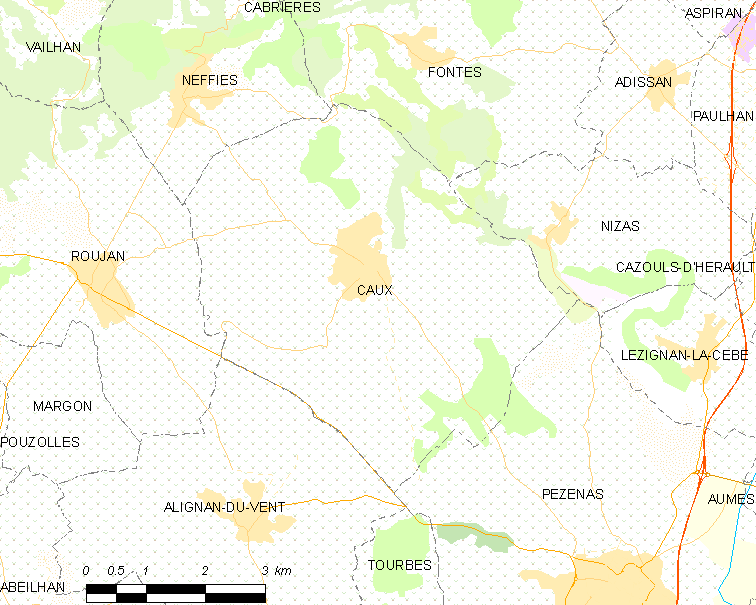
科镇的OSM定位图

科镇的时区为UTC+01:00、UTC+02:00（夏令时）。

## 行政
科镇的邮政编码为34720，INSEE市镇编码为34063。

## 政治
科镇所属的省级选区为佩兹纳斯县。

## 人口

1962-2008年间科镇人口变化图示

科镇于2022年1月1日时的人口数量为2692人。